# Horní Dlouhá Loučka (zámek)
Zámek Horní Dlouhá Loučka v Dlouhé Loučce na Olomoucku pochází z počátku 18. století.
Jde o volně stojící dvoupatrovou budovu obdélného půdorysu s bočními křídly, se sedlovou a mansardovou střechou, krytou dříve břidlicí. Barokní zámek byl před rokem 1838 rozsáhle klasicistně přestavěn a v letech 1838–1839 doplněn o empírovou kapli sv. Alžběty (s půlkruhovým kněžištěm a lodí na obdélném půdoryse), přiléhající k severnímu nárožnímu útvaru.
V roce 2014 z něj byla sňata památková ochrana, chráněn je nadále již pouze park a ohradní zdi. V dubnu 2017 se v délce několika desítek metrů zřítila jedna z hlavních zdí.

## Historie

### Vlastnické poměry
V roce 1623 získal Řád německých rytířů hrad Sovinec s Horní Dlouhou Loučkou. V roce 1707 získal i Dolní Dlouhou Loučku a obě obce spojil v jednu. Vedle několika dalších patřila do sovineckého panství také tvrz v Horní Dlouhé Loučce. Tu v druhé polovině 17. století přebudovali rytíři na barokní zámek.

### Výstavba
Původně barokní zámek nechal v letech 1708–1709 vystavět velmistr Řádu německých rytířů Franz Ludwig z Beirheimu. Podélně orientovaný zámek sloužil správě panství, seminaristům i jako nemocnice pro Řád německých rytířů - Německý řád.

### 18. a 19. století
Za napoleonských válek sloužil zámek jako lazaret, disponující 600 lůžky. Kolem roku 1830 byl klasicistně upraven a o devět let později k němu byla přistavěna novobarokní kaple sv. Alžběty. Koncem 19. století kolem zámku vznikl asi dvouhektarový park. Původně se část parku využívala jako zeleninová zahrada a nechyběla zde ani oranžerie. Později byl park upraven do anglického stylu. V té době sloužil i raněným vojákům, kteří zde pobývali. Rostou zde místní dřeviny i exotické či méně obvyklé stromy. Našli bychom tady například jinan dvoulaločný, katalpu trubačovitou, liliovník tulipánokvětý a další stromy a keře. Zámecký park dnes slouží díky vybudovanému pódiu místním oslavám pod širým nebem. Od roku 2015 je možné zde sportovat na discgolfovém hřišti.

### 20. století
Jako lazaret sloužil i za první světové války. Svou špitální náplň zde Německý řád demonstroval přeměnou zámku v nemocnici. Z příkazu velmistra Řádu arcivévody Evžena byl dán k dispozici nemocným a raněným vojákům jako záložní vojenská nemocnice (Hoch- und Deutschmeister schloss - Reservespital) pod vedením místního vrchnostenského lékaře Dr. Adolfa Baldriana. Asistoval mu Dr. Schmitz z uničovské nemocnice. Již v listopadu 1914 přišli první ranění a nemocní. V lednu 1915 zde byla zřízena zmíněná vojenská rezervní nemocnice. Počet pacientů často přesahoval 100 osob. Ošetřovatelskou péči zastávalo pět německých řádových sester, jejichž horlivá, obětavá činnost udělala na Dr. Schmitze ten nejlepší dojem. Ač jinověrec, zasadil se pro povolání sester Německého řádu do uničovské nemocnice. V letních měsících zde pak bylo ubytováno až 2000 vojáků.
Po roce 1918 byl zámek upraven na rezidenci kardinála a olomouckého arcibiskupa Lva Skrbenského z Hříště po jeho abdikaci.
V letech 1920–1923 býval v zámku prázdninový tábor českých dětí z Olomouce. V roce 1922 otevřely sestry Německého řádu v 1. a 2. patře zámku školu domácího hospodářství, která zde existovala až do Velikonoc 1939. V lednu 1925 byla v 1. patře severního pavilonu v sousedství zámecké kaple otevřena z podnětu řídícího učitele mateřská škola vedená jednou z řádových sester od roku 1939 do roku 1945.
Za 2. sv. války byl zámek řádu zkonfiskován nacisty a řád jako takový zrušen. Byl zde zřízen zajatecký důstojnický tábor VIII H/H, kde byli v letech 1940–1942 umístěni převážně francouzští váleční zajatci, podobně jako na blízkém hradě Sovinci. Byli mezi nimi i nadaní výtvarníci, kteří zámek vyzdobili nástěnnými malbami al secco (hlinitými barvami na suchou omítku). Zajatci chodili také na pobožnosti do zámecké kaple. V zámku bylo internováno v závěrečných letech války několik amerických vojáků, pravděpodobně sestřelených letců.
Po válce zde Německý řád opět působil, ale z důvodu státního zásahu proti klášterům, se 29. dubna 1950 musely sestry přestěhovat do mateřské školy.
Později byl objekt znárodněn a sloužil mnoha různým účelům. V roce 1962 byl zámek prohlášen kulturní památkou a byl ve vlastnictví státu. Své sklady tu měl později velkoobchod obuvi Svit Gottwaldov. V prosinci roku 1985 komplex vyhořel. Požár nepostihl novobarokní kapli sv. Alžběty. Velkoobchod zámek provizorně zastřešil, od té doby zámek chátral. Postupně odtud mizely balustrády, mříže a další vzácné věci.

### Od 90. let 20. století do současnosti
V roce 1990 získal budovu soukromý majitel, od roku 1996 ji převzal velkoobchod obuvi.

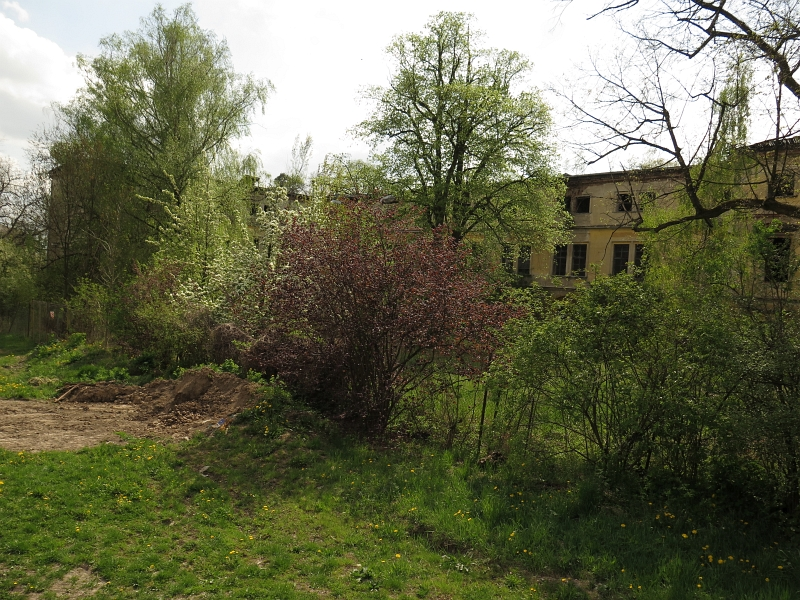
Zámek Horní Dlouhá Loučka

Památka vystřídala několik majitelů např.
- velkoobchod obuvi Svit Gottwaldov
- soukromý vlastník
- velkoobchod obuvi Svit Zlín
- Konsolidační banka
- realitní kancelář MB Reality
- Elitex strojírna, s.r.o., Zlín

Zámek byl nabízen obci za symbolickou jednu korunu. Zastupitelstvo však návrh odmítlo s tím, že jen náklady na částečnou demolici zámku převyšují roční rozpočet obce. Majitel zámku později požádal Ministerstvo kultury, aby zámek vyškrtlo ze seznamu nemovitých kulturních památek, čemuž bylo 28. dubna 2014 vyhověno.
Zámku, který se nevzpamatoval z následků požáru, hrozí zřícení nebo zbourání, a patří tak k nejohroženějším v České republice. V dubnu 2017 se v délce několika desítek metrů zřítila jedna z hlavních zdí.  Zchátralý zámek nakonec přece jen získala obec. V roce 2019 byla dokončena studie, podle které by v objektu mohly vzniknout startovací byty a byty s pečovatelskou službou. Náklady na tuto investici by však činily kolem 100 miliónů korun, což značně přesahuje možnosti obce.